# Lennon Miller
Lennon Lee Miller (Wishaw, 25 agosto 2006) è un calciatore scozzese, centrocampista dell'Udinese e della nazionale scozzese.

## Caratteristiche tecniche
Nato come mediano, col tempo ha dimostrato una buona duttilità potendo giocare anche da centrale e persino da trequartista. Dotato di un'ottima visione di gioco, è abile sia nel passaggio corto che in quello lungo, riesce molto spesso a dettare i ritmi di gioco rivelandosi un buonissimo uomo-assist. In fase difensiva risulta duro ma pulito nei tackle e sempre attento e puntuale. È stato segnalato come uno dei talenti britannici più promettenti.

## Carriera

### Club

#### Motherwell
Miller è cresciuto nel settore giovanile del Motherwell ed ha debuttato in prima squadra il 31 agosto 2022 a 16 anni da poco compiuti, nell'incontro di Scottish League Cup vinto 4-0 contro l'Inverness. Il 28 dicembre seguente ha esordito anche in Premiership contro i Rangers.
Promosso stabilmente in prima squadra al termine della stagione, il 15 luglio 2023 ha segnato il suo primo gol in carriera in coppa di lega contro l'Elgin City.

#### Udinese
Il 12 agosto 2025 firma per l'Udinese un contratto quinquennale, venendo pagato 5,5 milioni di euro e divenendo quindi la cessione più onerosa nella storia del Motherwell.

### Nazionale
Ha giocato nelle nazionali giovanili scozzesi Under-17 ed Under-19.
L'11 marzo 2025 viene convocato per la prima volta in nazionale maggiore, con cui ha esordito il 6 giugno seguente nell'amichevole persa in casa contro l'Islanda (1-3).

## Statistiche

### Presenze e reti nei club
Statistiche aggiornate al 12 agosto 2025.
| Stagione          | Squadra           | Campionato        | Campionato | Campionato | Coppe nazionali | Coppe nazionali | Coppe nazionali | Coppe continentali | Coppe continentali | Coppe continentali | Altre coppe | Altre coppe | Altre coppe | Totale | Totale | Totale |
| Stagione          | Squadra           | Comp              | Pres       | Reti       | Comp            | Pres            | Reti            | Comp               | Pres               | Reti               | Comp        | Pres        | Reti        | Pres   | Reti   |        |
| ----------------- | ----------------- | ----------------- | ---------- | ---------- | --------------- | --------------- | --------------- | ------------------ | ------------------ | ------------------ | ----------- | ----------- | ----------- | ------ | ------ | ------ |
| 2022-2023         | Motherwell        | SP                | 4          | 0          | CS+CdL          | 0+1             | 0               |                    | -                  | -                  |             | -           | -           | 5      | 0      |        |
| 2023-2024         | Motherwell        | SP                | 25         | 0          | CS+CdL          | 2+5             | 0+2             |                    | -                  | -                  |             | -           | -           | 32     | 2      |        |
| 2024-2025         | Motherwell        | SP                | 27+5       | 2          | CS+CdL          | 0+7             | 0+2             |                    | -                  | -                  |             | -           | -           | 34+5   | 4      |        |
| Totale Motherwell | Totale Motherwell | Totale Motherwell | 56+5       | 2          |                 | 15              | 4               |                    | -                  | -                  |             | -           | -           | 71+5   | 6      |        |
| 2025-2026         | Udinese           | A                 | -          | -          | CI              | -               | -               | -                  | -                  | -                  | -           | -           | -           | -      | -      |        |
| Totale carriera   | Totale carriera   | Totale carriera   | 61         | 2          |                 | 15              | 4               |                    | -                  | -                  |             | -           | -           | 76     | 6      |        |

### Cronologia presenze e reti in nazionale
| Cronologia completa delle presenze e delle reti in nazionale ― Scozia | Cronologia completa delle presenze e delle reti in nazionale ― Scozia | Cronologia completa delle presenze e delle reti in nazionale ― Scozia | Cronologia completa delle presenze e delle reti in nazionale ― Scozia | Cronologia completa delle presenze e delle reti in nazionale ― Scozia | Cronologia completa delle presenze e delle reti in nazionale ― Scozia | Cronologia completa delle presenze e delle reti in nazionale ― Scozia | Cronologia completa delle presenze e delle reti in nazionale ― Scozia |
| Data                                                                  | Città                                                                 | In casa                                                               | Risultato                                                             | Ospiti                                                                | Competizione                                                          | Reti                                                                  | Note                                                                  |
| --------------------------------------------------------------------- | --------------------------------------------------------------------- | --------------------------------------------------------------------- | --------------------------------------------------------------------- | --------------------------------------------------------------------- | --------------------------------------------------------------------- | --------------------------------------------------------------------- | --------------------------------------------------------------------- |
| 6-6-2025                                                              | Glasgow                                                               | Scozia                                                                | 1 – 3                                                                 | Islanda                                                               | Amichevole                                                            | -                                                                     | 68’ 88’                                                               |
| 9-6-2025                                                              | Vaduz                                                                 | Liechtenstein                                                         | 0 – 4                                                                 | Scozia                                                                | Amichevole                                                            | -                                                                     |                                                                       |
| Totale                                                                |                                                                       | Presenze                                                              | 2                                                                     |                                                                       | Reti                                                                  | 0                                                                     |                                                                       |